# Glossodoris aeruginosa
Glossodoris aeruginosa is een slakkensoort uit de familie van de Chromodorididae. De wetenschappelijke naam van de soort is voor het eerst geldig gepubliceerd in 1995 door Rudman.